# Markspett
Markspett (Geocolaptes olivaceus) är en fågel i familjen hackspettar inom ordningen hackspettartade fåglar.

## Utbredning och systematik
Markspetten placeras som enda art i släktet Geocolaptes. Den förekommer i Sydafrika och Lesotho.

## Status och hot
Arten har ett stort utbredningsområde, men tros minska i antal, dock inte tillräckligt kraftigt för att den ska betraktas som hotad. Internationella naturvårdsunionen IUCN listar arten som nära hotad (LC).